# Rompgemeenschap
Een rompgemeenschap (RG) is een afgeleide gemeenschap die enkel kentaxa en differentiërende taxa bezit van een hoger syntaxonomisch niveau dan de associatie, samen met nog begeleidende taxa. De kensoorten en differentiërende soorten eigen aan de associatie komen dus (nog) niet, of niet meer voor.
Een dergelijke plantengemeenschap kan dus op basis van de soortensamenstelling niet tot op het elementaire niveau, de associatie, geclassificeerd worden. Men classificeert deze dan onder het niveau waarvan de kensoorten wel aanwezig zijn.
In tegenstelling tot de derivaatgemeenschappen zijn de dominante soorten in een rompgemeenschap wel klasse-eigen, dus behoren tot dezelfde syntaxonomische tak. 
Een rompgemeenschap kan op twee manieren tot stand komen: 
- de gemeenschap is in volle ontwikkeling, en de meer gevoelige soorten hebben zich nog niet spontaan kunnen vestigen; dit is een bekend verschijnsel bij natuurontwikkeling;
- de gemeenschap is wel voldoende ontwikkeld, maar door externe factoren (zoals overbemesting, verdroging, overbegrazing, betreding) zijn de gevoeligste soorten verdwenen;

## Herkomst van de term
De term ontstond in de jaren 70 van de 20e eeuw. Het werd door de Tsjecho-Slowaakse vegetatiekundigen Karel Kopecký en Slavomil Hejný wetenschappelijk geïntroduceerd als een van de hoofdbegrippen van de door hen ontwikkelde deductieve methode. Kopecký en Hejný gebruikte hiervoor de Duitstalige naam Basalgesellschaft. In 1979 stelden de Nederlandse vegetatiekundigen Victor Westhoff en Karlè Sýkora voor om een Nederlands woord voor de term in te voeren. Zij stelden voor om geen letterlijke vertaling ('basale gemeenschap' of 'basisgemeenschap') te kiezen. Ze stelden de naam 'rompgemeenschap' voor.

## Fotogalerij

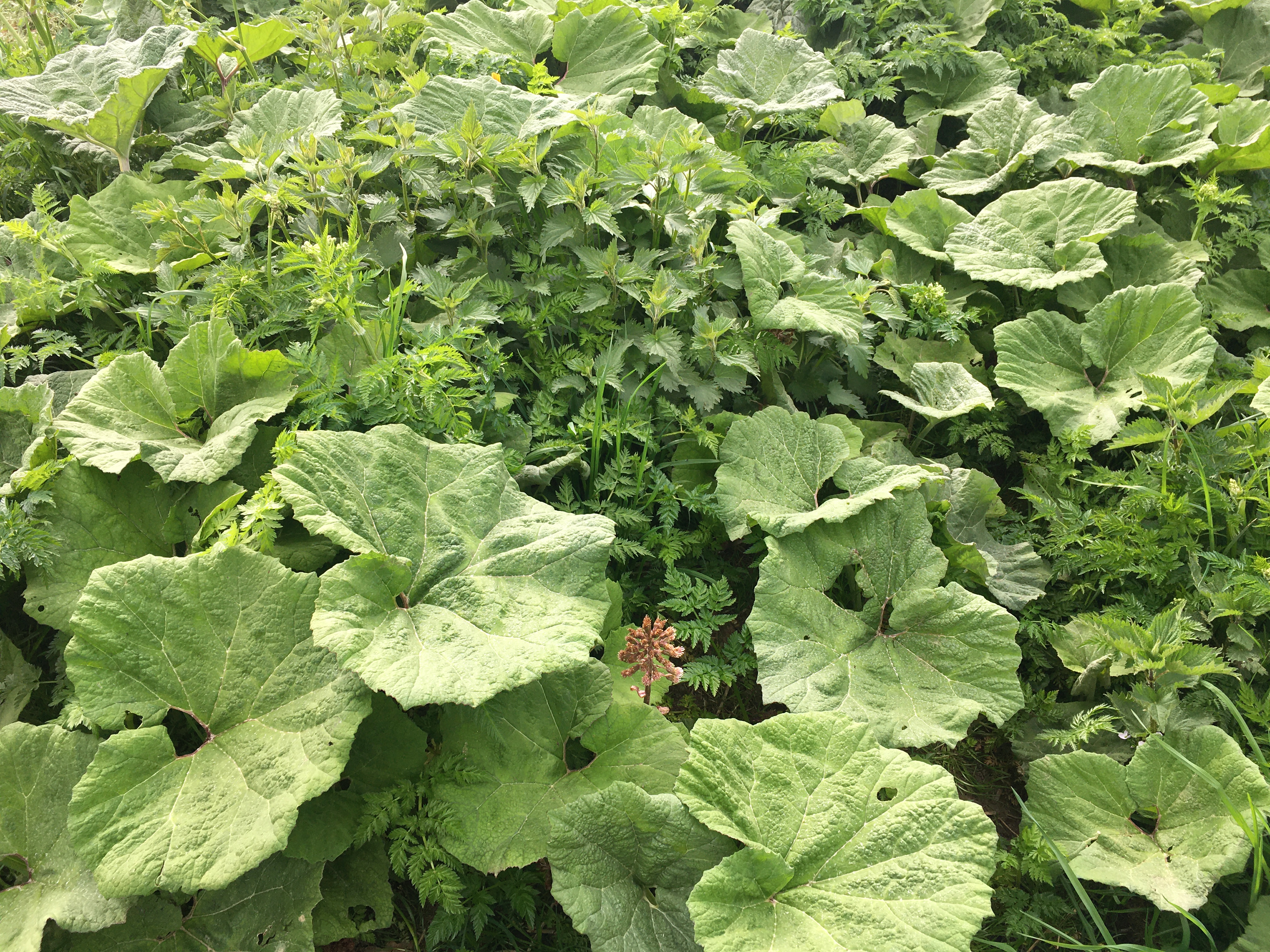
Rompgemeenschap met groot hoefblad
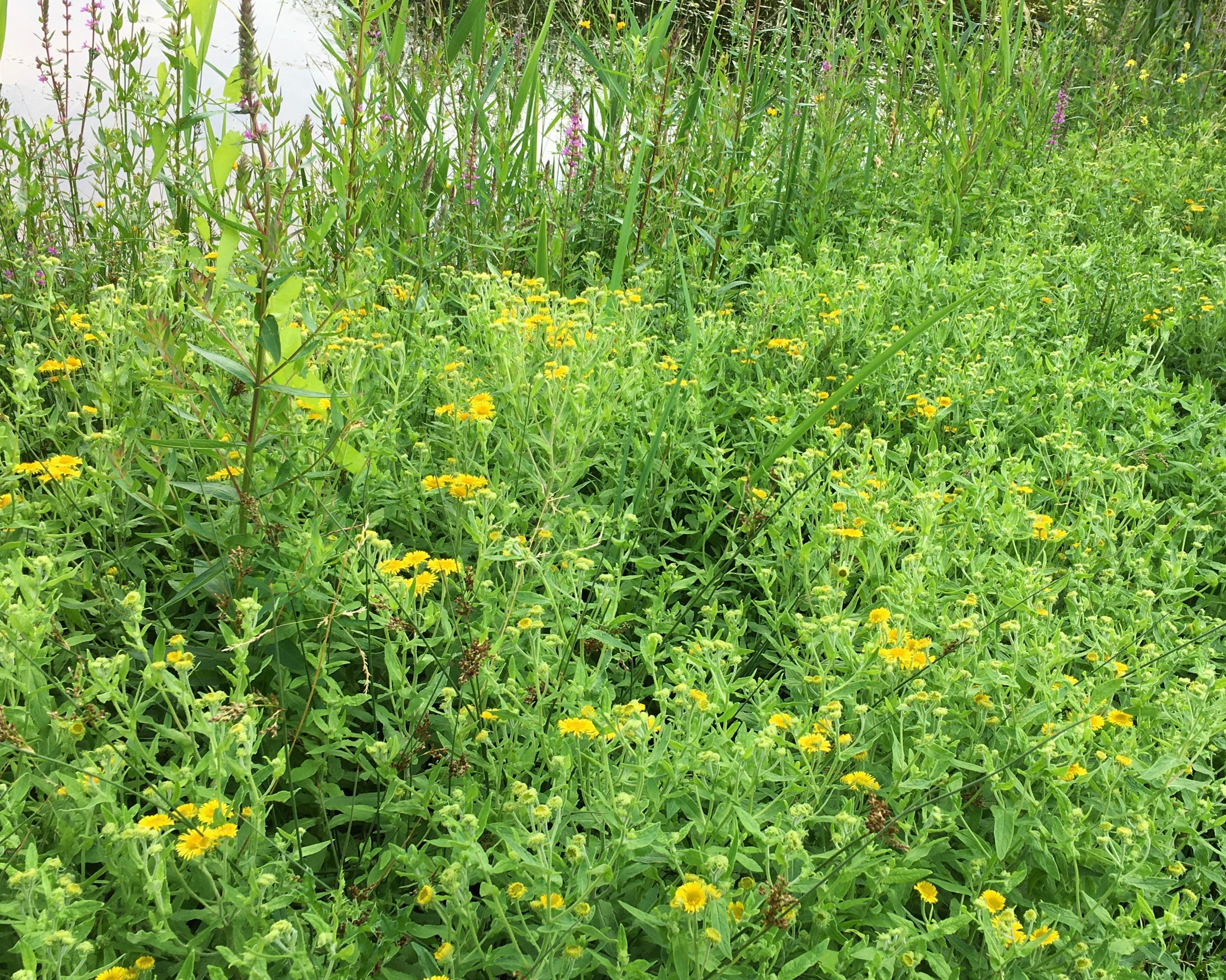
Rompgemeenschap met heelblaadjes
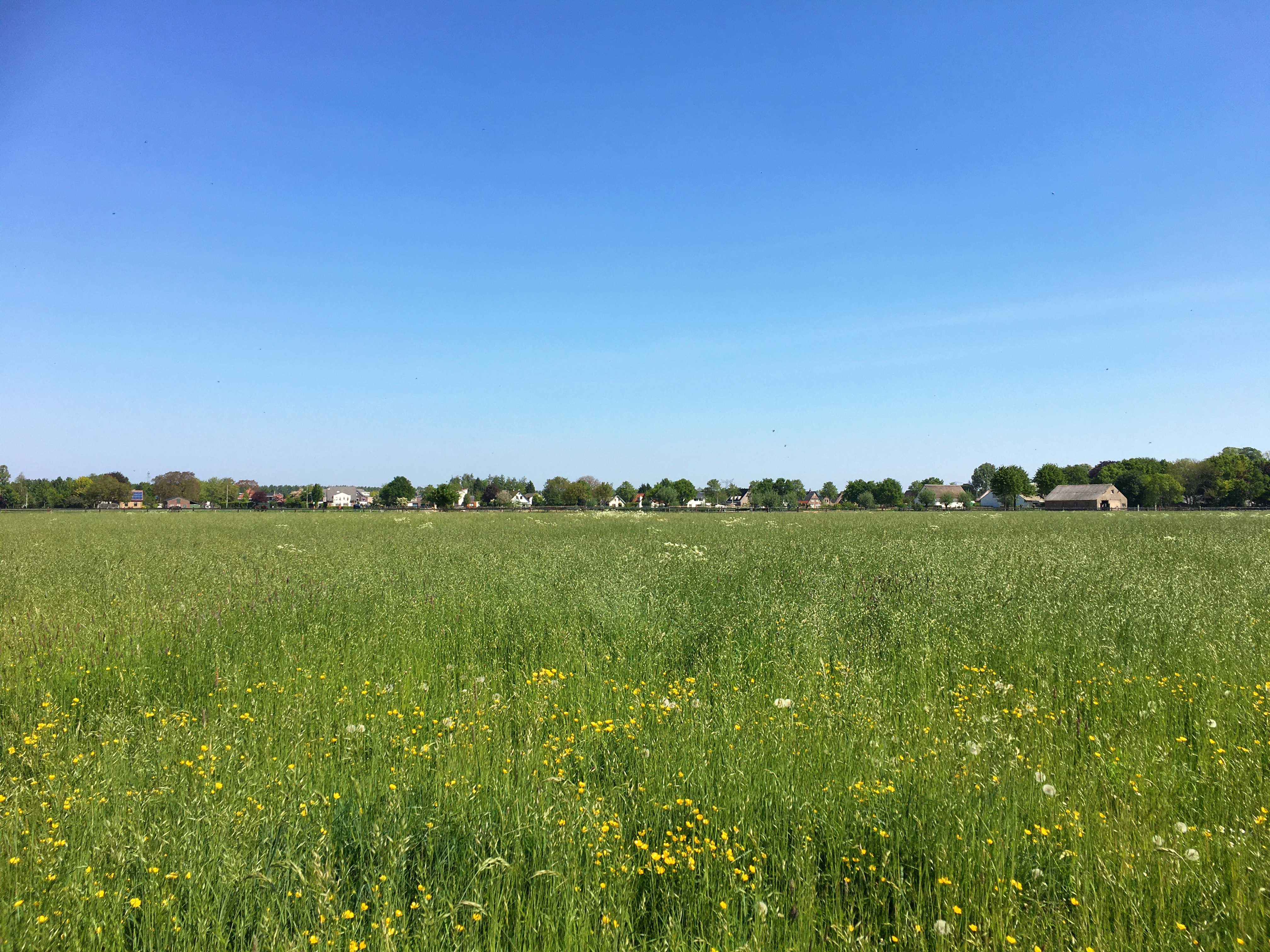
Rompgemeenschap met zachte dravik
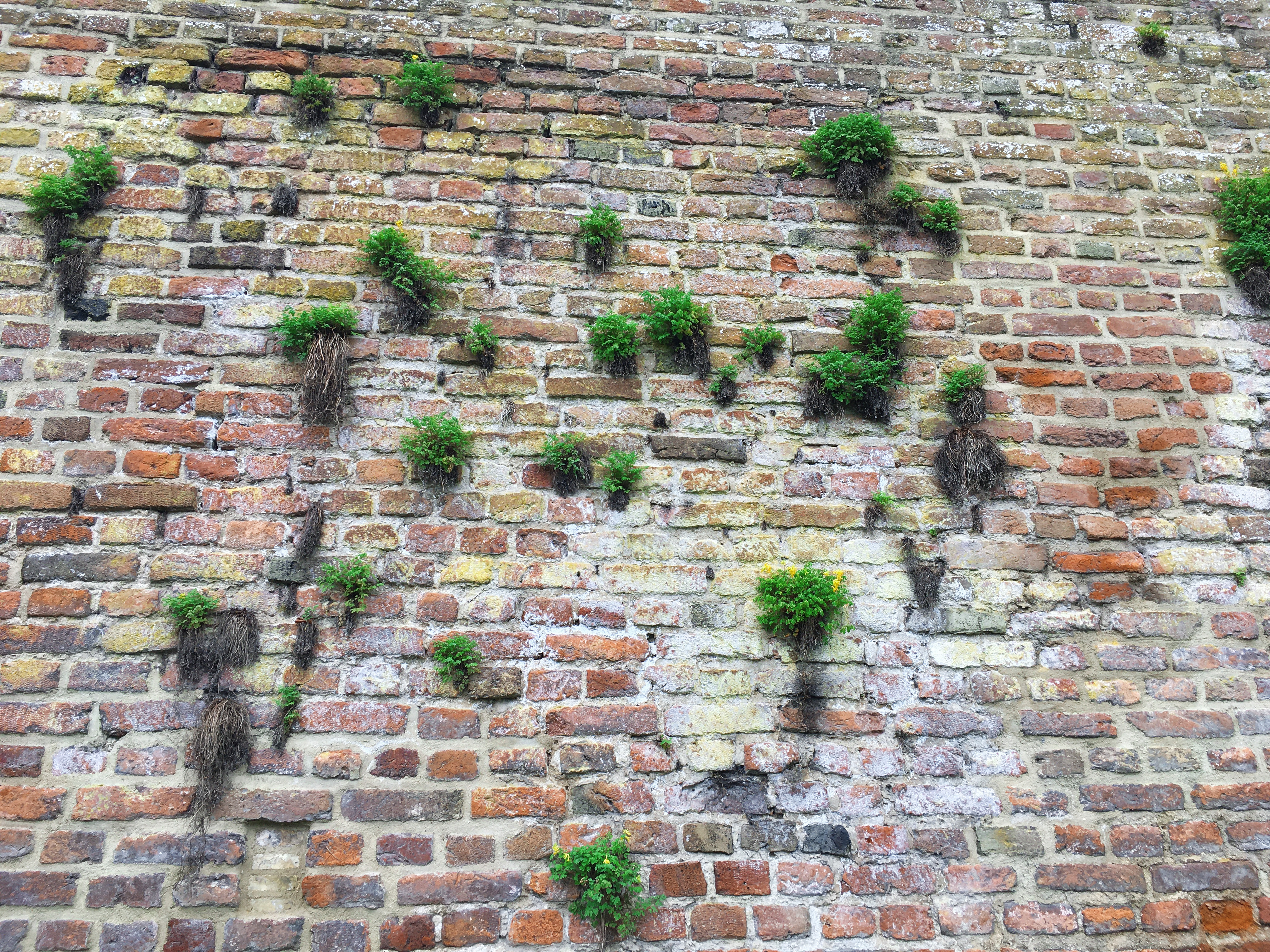
Rompgemeenschap met gele helmbloem
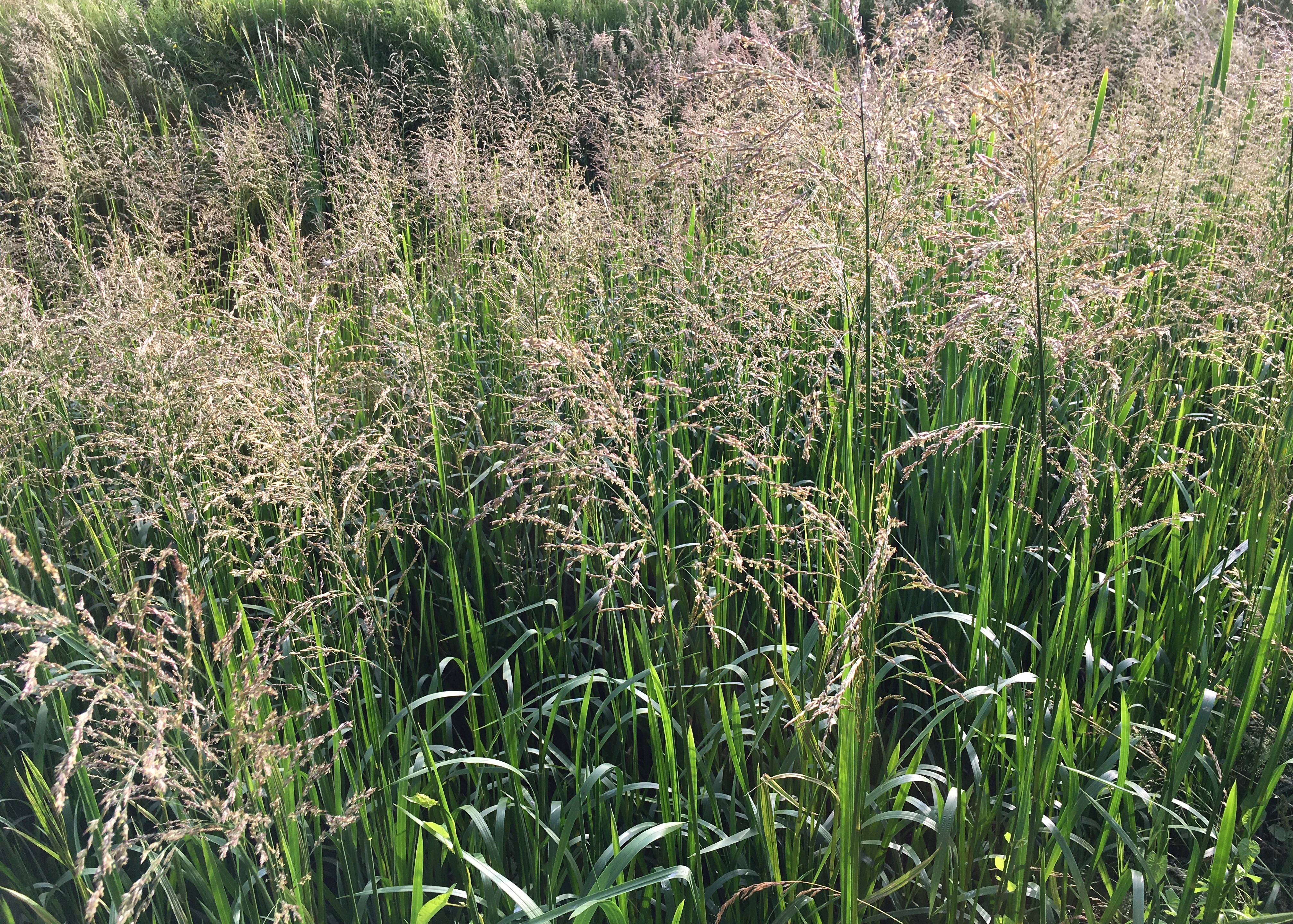
Rompgemeenschap met liesgras
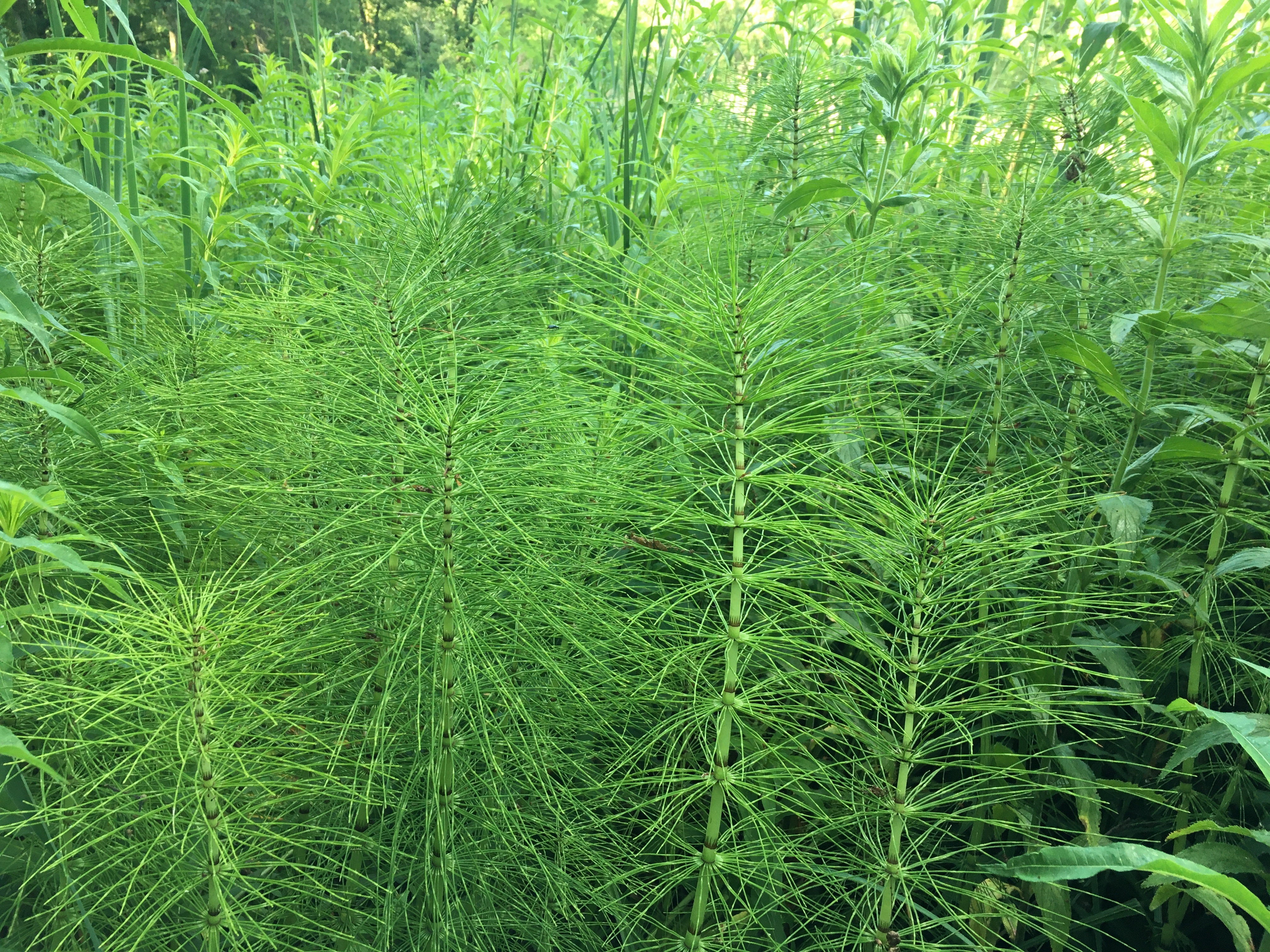
Rompgemeenschap met reuzenpaardenstaart
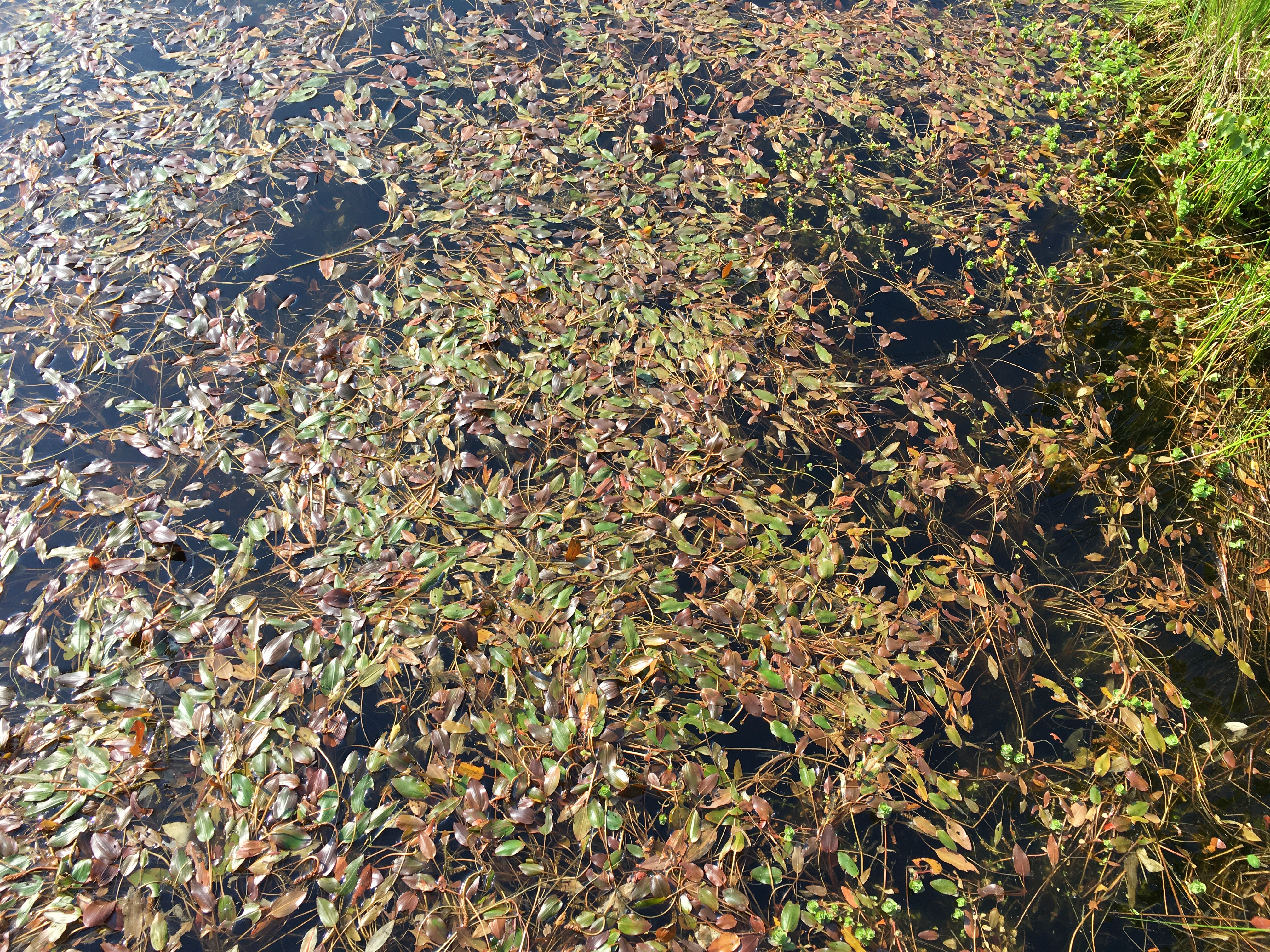
Rompgemeenschap met duizendknoopfonteinkruid
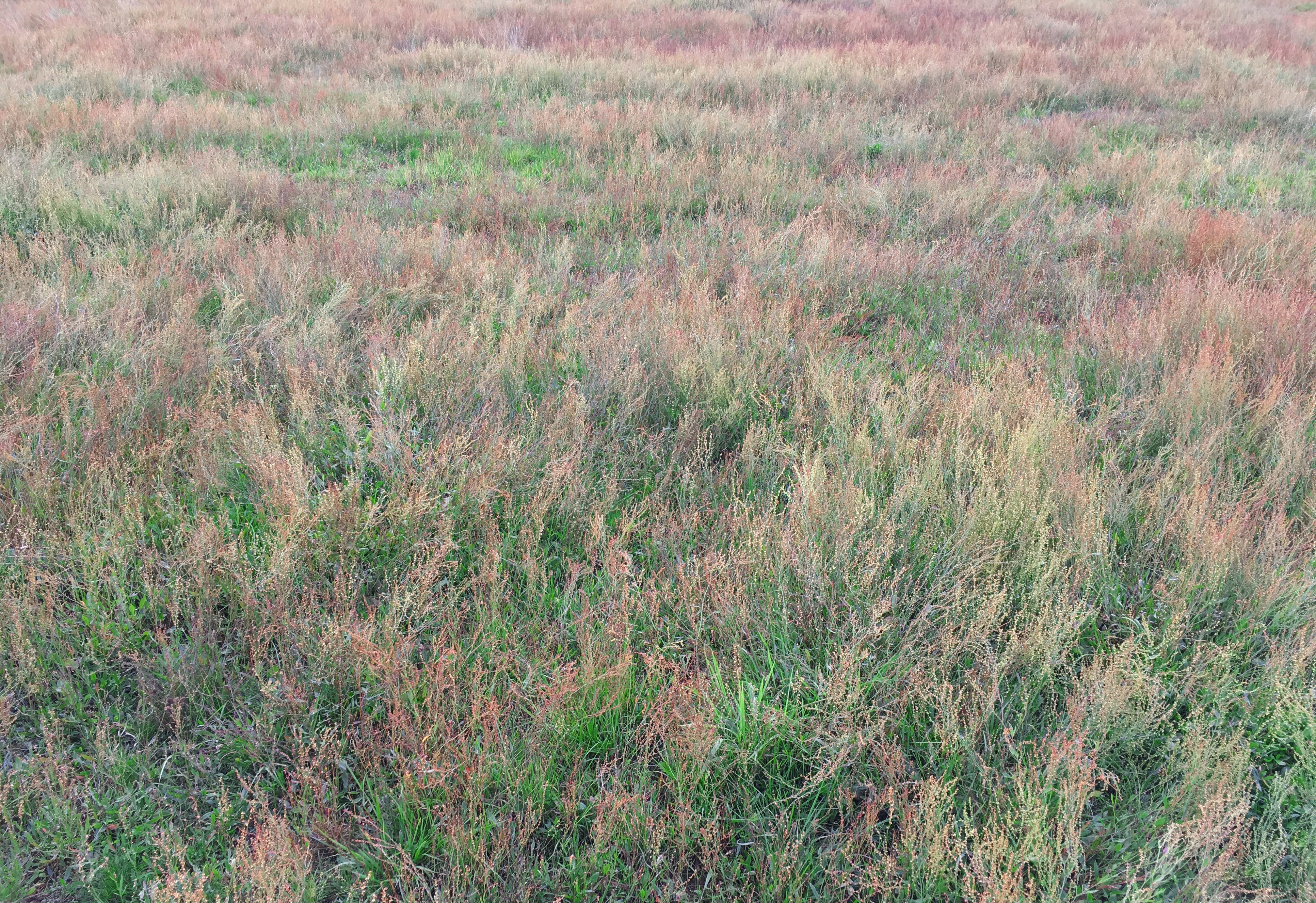
Rompgemeenschap met schapenzuring